# Xã Mineral, Quận Barry, Missouri
Xã Mineral (tiếng Anh: Mineral Township) là một xã thuộc quận Barry, tiểu bang Missouri, Hoa Kỳ. Năm 2010, dân số của xã này là 861 người.